# Événos
Pour les articles homonymes, voir Événos (homonymie).
Ne doit pas être confondu avec Évenos.
L’Événos (en grec moderne : Εύηνος / Évinos) est un fleuve de Grèce-Occidentale qui coule dans l'actuel nome d'Étolie-Acarnanie. Sa longueur est de 92 km. Il se jette dans le golfe de Patras à l'est de Missolonghi. Son cours inférieur, depuis le lac artificiel de l'Événos jusqu'à l'embouchure, est inclus dans le parc national de Missolonghi-Etolikó.
La ville d'Évinochori (en) doit son nom au fleuve.
Depuis les années 2000, une partie de son cours est détournée par tunnel vers le fleuve Mornos afin de participer à l'approvisionnement en eau d'Athènes.

## Noms
Le fleuve était connu dès l'Antiquité ; selon plusieurs auteurs anciens, il s'appelait d'abord Lycormas avant d'être rebaptisé Événos, ou Evenus sous sa forme latinisée.
Il est aussi connu par son nom « moderne », Phidaris (Φιδάρης), qui fait référence à son cours sinueux ; l'identification avec l'Événos antique ne s'est faite qu'au début du XIXe siècle.

## Mythologie
Événos est cité par Hésiode dans la Théogonie parmi les dieux fleuves.
Selon la Bibliothèque du Pseudo-Apollodore, le fleuve s'appelait auparavant Lycormas, et a pris son nom d'un homme, Événos, fils d'Arès et de Démodicé. Événos était le père de Marpessa. Marpessa, d'abord convoitée par Apollon, est finalement enlevée par Idas, qui l'emporte sur un char ailé. Événos poursuit Idas, mais, arrivé au bord du Lycormas et voyant qu'il ne peut plus continuer, il égorge ses chevaux et se suicide en se jetant dans le fleuve, qui prend alors son nom.
Dans un passage des Trachiniennes de Sophocle est rappelée la rencontre entre Héraclès et le centaure Nessos, rencontre qui, dans cette version, se déroule sur les rives de l'Événos. Héraclès, voyageant en compagnie de Déjanire, est arrêté par le fleuve Événos. Le centaure Nessos, qui fait franchir le fleuve aux voyageurs en les portant dans ses bras en échange d'un salaire, offre d'aider Déjanire à traverser ; mais, parvenu au milieu du fleuve, il tente de la violer. Héraclès le tue à l'aide d'une flèche enduite du poison de l’Hydre de Lerne. Nessos agonisant conseille à Déjanire de recueillir son sang et de l'offrir plus tard à Héraclès en guise de philtre d'amour, pour s'assurer à jamais de sa fidélité. Déjanire obéit, et enduit sa tunique du sang du centaure. Mais il s'agit d'un piège : en réalité, la tunique a pris le poison de l'hydre, et lorsqu'Héraclès s'en revêt, il meurt dans d'horribles souffrances.

## Sources antiques
- Hésiode, Théogonie [détail des éditions] [lire en ligne], 345.
- Strabon, Géographie [détail des éditions] [lire en ligne], X, 2, 5.